# Зевенговен
Зевенговен (нід. Zevenhoven) — село в нідерландській провінції Південна Голландія. Входить до муніципалітету Нюкоп. Його населення станом на 2004 рік складало 2750 осіб.
До 1991 року мало статус окремого муніципалітету.